# 마치다 소노코
마치다 소노코(일본어: 町田そのこ, 1980년 3월 9일 ~)는 일본의 작가이다. 소설 《카메룬의 푸른 물고기》로 R-18 문학상을 수상하였다. 소설 《52헤르츠 고래들》은 2021년 일본 서점 대상을 수상하였으며, 일본에서 40만 부 이상 판매되었다.

## 어린 시절과 교육
마치다는 1980년 3월 9일 후쿠오카현 미야코군에서 태어났다. 어릴 적부터 작가가 되고 싶었지만 대신 기타큐슈 시립 이발 미용 학교에서 미용을 배우고 졸업 후에는 이발소와 과자 가게에서 일하였다.
결혼을 하고 아이를 키우기 시작했지만, 존경하던 작가가 세상을 떠난 후 28세에 소설을 써보기로 결심하였다. 처음에는 휴대 전화 소설을 써보기로 하였다. 마치다는 글을 쓰면서 자신의 독립적인 성격을 재발견하였고, 남편과 이혼하고 홀로 자녀를 키우게 되었다. 휴대 전화 소설 활동이 실패하자 친구가 문학 단편 소설을 써보라고 권유하였고, 온라인 접수가 가능한 문학상 공모전에 작품을 투고하기 시작하였다.

## 경력
마치다는 2016년 신초샤가 주관하는 여자에 의한, 여자를 위한 R-18 문학상에 작품을 제출하였다. 심사위원 미우라 시온과 츠지무라 미즈키는 모두 대상 수상작으로 마치다의 〈카메룬의 푸른 물고기〉(カメルーンの青い魚)를 선택하였다. 이 작품은 2017년 신초샤에서 《밤하늘을 헤엄치는 초콜릿 그래미》(夜空に泳ぐチョコレートグラミ)라는 제목으로 출판된 그의 첫 단행본에 포함되어 있다. 그 후 몇 년 동안 《물고기알》(ぎょらん), 《우쓰쿠시가오카의 불행한 집》(うつくしが丘の不幸の家), 《바다가 들리는 편의점》(コンビニ兄弟)를 포함하여 매년 약 한 편의 소설을 썼다.
그는 고독하고 고립된 두 사람이 어려움 속에서도 서로 소통할 수 있는 친구가 되는 이야기를 담은 소설 《52헤르츠 고래들》로 2021년 일본 서점상 대상을 수상하였다. 작품 제목은 다른 고래들이 감지할 수 없는 주파수로 울어대는 태평양의 고래를 가리킨다. 잡지 《다빈치》의 평론가 미타 유키는 등장인물들이 처한 어려운 상황에도 불구하고 책의 핵심 교훈이 긍정적이며, 사람들이 대화할 수 있는 사람을 찾을 때까지 계속 소통을 시도하도록 용기를 북돋아 준다고 평가하였다. 평론가 이이다 이치시는 《리얼 사운드》에서 이 책이 베스트 셀러가 된 것에 대하여 언급하며, 다른 유대 관계가 실패했을 때 사람들 간의 관계를 형성하고 유지하기 위해 일본 사회에 종교나 이와 유사한 사회력이 필요하다는 것을 보여준다고 말하였다. 이 책은 40만 부 이상 판매되었다.
마치다는 《52헤르츠 고래들》에 이어 2021년 소설 《별을 줍다》(星を掬う)를 통하여 자신의 운명이 가정 환경에 의해 결정된다는 "부모 뽑기"라는 개념을 탐구하였다. 평론가 사기노미야 야요이는 아사히 신문의 평론을 통해 가정 폭력에서 탈출해 오랫동안 헤어졌던 어머니와 재회하는 한 여성의 이야기를 통해 "자신이 삶에 책임을 져야 한다"라는 강력한 메시지를 전달하였다고 평하였다. 마치다의 2022년 소설 《소라 밥》(宙ごはん)은 다른 부모와의 관계로 인하여 친모와의 관계가 복잡해지는 소라라는 아이의 이야기를 통하여 엄마와 딸이라는 주제를 이어나갔다. 평론가 타키이 아사요는 산케이 신문에 기고하며 《소라 밥》이 "함께 성장하는 모녀의 이야기"라고 평하였다.

## 주요 작품
- 《밤하늘을 헤엄치는 초콜릿 그래미》(夜空に泳ぐチョコレートグラミー), 신초샤, 2017, ISBN 9784103510819
- 《물고기알》(ぎょらん), 신초샤, 2018, ISBN 9784103510826
- 《우쓰쿠시가오카의 불행한 집》(うつくしが丘の不幸の家), 도쿄소겐샤, 2019, ISBN 9784488028046
- 《52헤르츠 고래들》(52ヘルツのクジラたち), 츄오코론신샤, 2020, ISBN 9784120052989
- 《바다가 들리는 편의점》(コンビニ兄弟 テンダネス門司港こがね村店), 신초샤, 2020, ISBN 9784101801964
- 《별을 줍다》(星を掬う), 츄오코론신샤, 2021, ISBN 9784120054730
- 《소라 밥》(宙ごはん), 쇼가쿠칸, 2022, ISBN 9784093866453